# История на будизма
Историята на будизма обхваща периода от VI век пр.н.е. до наши дни, започвайки с раждането на Буда Сидхарта Гаутама в Индийския субконтинент в Лумбини, днешен Непал. Този факт превръща будизма в една от най-старите световни религии. Будизмът еволюира като се разпространява от североизточната част на Индийския субконтиннент през Централна, Източна и Югоизточна Азия. По едно или друго време той е повлиял най-много на азиатския континент. Историята на будизма се характеризира с развитието на множество движения, течения и школи, групирани в три основни големи направления: Теравада, Махаяна и Ваджраяна с контрастиращи си периоди на разцвет и отстъпление.

## Сидхарта Гаутама
Сидхарта Гаутама е историческият основател на това, което днес се определя като будизъм. Той е роден като принц-войн, принадлежащ към кастата на Кшатриите през 623 г. пр.н.е. в Лумбини, Непал. Неговото семейство от Сакя Кшатрии имало браминско потекло (санскрит: готра), което е посочено във фамилното име „Гаутама“. Много учени от XIX век като например Д-р Еител свързват името Гаутама с браминското Риши Гаутама. В много будистки текстове пише, че Буда е потомък на мъдреца Ангираса. Например, "В палийската Махавага „Ангираса“ е име за Буда Гаутама, който очевидно принадлежи към племето Ангираса...". Ученият Едуард Д. Томас също свърза Буда с мъдреците Гаутама и Ангираса.
След период на аскетизъм и медитация Сидхарта Гаутама открива будисткия Среден Път – път на умереността, отвъд крайностите на самоугаждането и сетивните удоволствия от една страна и самоубийствените лишения от друга.
Сидхарта Гаутама постига просветление седейки под едно фикусово дърво от вида, известен днес като Ficus religiosa. В наши дни то е почитано като дървото Бодхи в Бодх Гая, Индия. Оттогава Гаутама става известен като „Просветленият“, Самяксамбуда.
Буда намира подкрепа във владетеля на Магадха, император Бимбисара. Императора приема будизма като свое вероизповедание и позволява основаването на много будистки вихари (манастири). Това довежда до преименуването на целия регион на Бихар.
В Парка на Елените близо до Варанаси в Северна Индия Буда за първи път започва да преподава. Традиционно това се нарича първо завъртане на Колелото на Дхарма с произнасянето на първата си проповед пред група от пет събеседника, с които той по-рано търсил просветлението. Заедно с Буда те оформят първата сангха (общността от будистки практикуващи) и с това за първи път е завършена Тройната Скъпоценност (Буда, Дхарма и Сангха).
През останалите години от живота си Буда пътува из Гангската равнина, разположена в Североизточна Индия както и на други места.
Буда достига паринирвана (както в будистките източници се нарича смъртта на реализиран учител) в затънтените джунгли на Кушинара.
Точно преди да почине Буда казва на своите последователи, че след неговата смърт Дхарма (буквално преведено доктрина, учение, закон) ще е техният бъдещ учител. Първите ученици на Буда смятат думите на Гаутама за основен извор на Дхарма и Виная за правилата за поведение и дисциплина на монасите и монахините, но преминали през големи трудности докато успеят да формулират и предадат прецизно учението на Буда. Смята се обаче, че въпреки това нито една колекция от писания не е оцеляла до днес в чистия си вид. Версиите на канона (общопризнатите свещени писания) се съхраняват на езика пали, на санскрит, китайски и тибетски и са отделни варианти на пълните събрани учения, които кристализират по време на трите века устно предаване.

## Ранен будизъм
Ранният будизъм остава съсредоточен в долината на река Ганг, разпространявайки се постепенно от древна си централна област. Каноничните източници описват два сбора, при които монашеската Сангха на основата на сборници от текстове върху учението на Буда уталожва известни проблеми на дисциплината в общността.

### 1-ви будистки събор (V век пр. Хр.)
Първия Будистки Събор бил воден веднага след като Буда достигнал паранирвана и бил председателстван от Гупта Махакашяпа, който е един от неговите основни ученици, а събитието станало в Раджаграха (Раджгир) през V век пр. Хр. под благородната опека на цар Аджаташатру. Целта на сбора била да се запишат всички поучения на Буда в доктринални учения(сутри) и Абхидхарма и да се систематизират монашеските правила (виная). Ананда, един от основните ученици на Буда и негов братовчед бил повикан да рецитира проповедите и Абхидама на Буда, а Упали друг негов ученик рецитирал правилата на виная. Това станало основата на Трипитака(Трите Кошници), които са запазени само на езика пали.

### 2-ри будистки събор (IV век пр. Хр.)
Вторият Будистки Събор състоял се във Вайсали бил резултат от спор, което възникнал в сангхата поради предложеното от някои монаси облекчаване на определени точки от дисциплината. В края на краищата било решено да се проведе събор, на които оригиналните виная текстове да се запазят от Първия Събор и те били цитирани, за да се покаже, че тези предложени облекчения били против записаното учение на Буда.

## Разпространение при цар Ашока (ок. 261 г. пр. Хр.)
Допълнителна информация:Ашока
Маурианския император Ашока (273 – 232 г. пр. Хр.) се обърнал към будизма след кървавото завладяване на територията на Калинга (Ориса) в Източна Индия по времето на войната Калинга. Разкайвайки се за ужасите и мизерията, които конфликта носел, царят великодушно реши да отхвърли насилието и да замести мизерията, причинена от войната с уважение и чувство за лично достойнство към всички хора по света. Разпространявал вярата си строейки ступи и колони, които подтиквали от всичко най-вече почитането на целия животински свят и присъединяването на хората да следват Дхарма. Може би най-добрият образец от всички тях е Великата Ступа от Санчи (Близо до Бхопал в Индия). Тя е построена през III век пр. Хр. и по-късно била уголемена. Нейните гравирани врати, наречени торана се считат за едни от най-изящните примери на будисткото изкуство на Индия. Той също така построил пътища, болници, къщи за почивка, университети и напоителни системи из цялата страна. Той се отнасял към поданиците си като с равни, независимо от тяхната религия, политически нагласи и каста.
Този период период се отличава с началното разпространение на будизма извън Индия в други страни. Според плочите и колоните оставени от Ашока (декретите на Ашока), били изпращани емисари в различните страни, за да разпространяват будизма, дотолкова на юг доколкото е била Шри Ланка и дотолкова на запад доколкото били Гръцките царства, в частност в съседното Гръцко-бактрийско царство и най-вероятно чак до Средиземноморието.

### 3-ти Будистки Събор (ок. 250 г. пр. Хр.)
Цар Ашока свикал Третия Будистки Събор през 250 г. пр. Хр. в Паталипутра (днаешна Патна). Той бил воден от монаха Погалипутатиша. Предмета на събора бил чистотата на сангха и по-конкретно от небудистките аскети, които били привлечени от царската подкрепа. След събора будистките мисионери били изпратени по целия познат свят.

### Елинистичен свят
Някои от декретите на Ашока описват опитите, правени от него да разпространи будизма из целия Елинистичен свят, който по онова време в непрекъснат континуум се разпростирал от границите на Индия до Гърция. Декретите посочват ясното разбиране на политическата организация на Елинистките територии: имената и местата на главните гръцки монарси на това време са идентифицирани и се смята, че те са приели будизма: Антиох II Теос от Селевкидите (261 – 246 г. пр. Хр.), Птолемей II от Египет (285 – 247 г. пр. Хр.), Антигон II Гонат от Македония (276 – 239 г. пр. Хр.), Магас (Кирена) (288 – 258 г. пр. Хр.) в Киренайка(днешна Либия), и Александър II (Епир) (272 – 255 г. пр. Хр.) в Епир (днешна Северозападна Гърция).
"Завоеванието чрез Дхарма бе спечелено тук на тези граници и даже над шестте стотици йоджани (5,400 – 9,600 км) надалеч, където гръцкия цар Антиохос царува над четирите царства наречени Птолемия, Магас, а Александър царува също така в южната част сред хората от династията Чола, пандианците и така чак до Тамрапарни (Шри Ланка)." (Декрети на Ашока, 13-и каменен декрет, С. Дхамика).
Освен това според палийски източници някои от емисарите на Ашока били гръцки будистки монаси, които посочва близък религиозен обмен между двете култури:
"Когато тхера (старея) Моггалипута, просветителят на будистката религия на Завоевателя (Ашока) проведе Третия събор към края му (…) Той изпрати нататък четири тхери, един тук и един там: (…) и до Апарантака(„Страните от Запада“, съответстващи на Гуджарат и Синдх) той изпрати гръка (Йона), наречен Дхаммаракхита". (Махавамса XII).
Ашока също така издава декрети и на гръцки както и на арамейски език. Едит от тях, намерен в Кандахар използва епитета за „набожност“ (използвайки гръцкия термин за набожност еусебея за Дхарма) към гръцкото общество:
"Десет години (на царуване) са изминали, цар Пиодасес (Ашока) популяризира (доктрината на) набожността (на гръцки:εὐσέβεια, еусебея) до хората; и оттогава той направи хората по-благочестиви и всичко по целия свят процъфтя." (Превод от гръцкия оригинал от Г.П.Чаратели)
Не е ясно колко тези взаимодействия могат да са влиятелни, но някои исторически автори коментират, че някаква степен на синкретизъм между елиничната мисъл и будизма може да е започнала в гръцките земи по онова време. Те подчертават наличието на будистки общности в елинистичния свят около този период, по-специално в Александрия (спомената от Климент Александрийски) и в предхристиянския монашески орден на Терапевтите (вероятно деформация на Пали думата „Теравада“), които може да сапочти изцяло са поличили своето вдъхновение от учението и практиките на будисткия аскетизъм" и може дори да са потомци на емисарите на Ашока за Западния свят. Философа Гегесий от град Кирена, където цар Магас от същия град управлявал бил повлиян от будистките учения на мисионерите на цар Ашока.
Будистките надгробни плочи от Епохата на Птолемеите са били намерени в Александрия, украсени с изображения на колелото Дхарма. Наличието на будисти в Александрия води до извода: „По-късно на тези същите места бяха създадени най-дейните центрове на християнството.“
През II век сл. Хр. християнския догматик Климент Александрийски признал бактрийските будисти (шрамани) и индийските гимнософисти за тяхното влияние върху гръцката мисъл:
По този начин философията, нещо от най-висока полезност процъфтява в античността сред варварите, разпръсквайки светлината си над народите. И след това стигна до Гърция. Първи в неговите редици бяха пророците на египтяните и халдейците между асирийците и друидите сред галите и шраманите сред бактрийците („Σαρμαναίοι Βάκτρων“), както и философите при келтите и влъхвите на персите, които предсказаха раждането на Спасителя и дойдоха в земята на Юдея водени от звезда. Индийските гимнософисти са също в тази бройка заедно с останалите варварски философи. И от тях има два класа, като някои от тях се наричат шрамани (Σαρμάναι) заедно с други брамини (Βραφμαναι). Климент Александрийски. Сборници. Книга първа, глава XV.

### Разпространение в Шри Ланка и Бирма
Будизмът е въведен през II век пр. Хр в Шри Ланка от сина на Ашока, Махинда заедно с шест негови придружители. Те направили цар Деванампия Тиса и много от благородниците му будисти. Освен това Сангхамита, дъщеря на император Ашока въвела бхикхуни (орден за монахини) в Шри Ланка, носейки със себе си фиданка от свещеното дърво Бодхи, което впоследствие било засадено в град Анурадхапура. Това се случило, когато бил построен манастира Махавихара, който станал център на синалийския будизъм. Палийския канон бил написан върху хартия в Шри Ланка по време на царуването на цар Ватагамани (29 – 17 г. пр. Хр.), а традицията Теравада по онова време процъфтявала. По-късно в Шри Ланка творили големи коментатори като например Будагхоша (IV – V век) и Дхамапала (V – VI век) и те систематизирали традиционните будистки коментари, които били написани на ръка. Въпреки че Махаяна имала известно влияние в Шри Ланка по това време, в крайна сметка надделяла Теравада, а Шри Ланка става нейната последна крепост. От там през XI век тя се разширила в Югоизточна Азия.
В областите източно от Индийския субконтинент (днешна Бирма и Тайланд)индийската култура силно повлияла на моните. Моните започнали да приемат будизма от III век пр. Хр. под прозелитирането на цар Ашока преди разделянето на будизма на Махаяна и Хинаяна. Ранните будистки храмове на моните като например Пеиктано в централната част на Бирма са датирани между I и V век пр. Хр.
Будисткото изкуството на моните било особено повлияно от индийското в периода Гупта и след Гупта, а техния типичен стил се разпространил широко в Югоизточна Азия след разширяването на царството на моните между V и VIII век пр. Хр. Теравада се разширила в северните части на Югоизточна Азия под влиянието на моните, докато била постепенно изместена от Махаяна от около VI век сл. Хр.
Според Ашокавадана (II век сл. Хр.) Ашока изпратил мисионер на север през Хималаите до Хотан в Таримския басейн, а след това пратил и говорители знаещи индоевропейски езици в земята на тохарите.

## Възходът на Сунга (II – I век пр. Хр)
Династията Сунга (185 – 73 г. пр. Хр.) е създадена през 185 г. пр. Хр. около 50 години след смъртта на цар Ашока. След убийството на цар Брихадратха (последния маурийски владетел) на трона се възкачил главнокомандващият Пусямитра Сунга. Будистки религиозни писания като Ашокавадана твърдят, че Пушямитра (стриктен брамин) бил враждебно настроен към будистите по онова време и ги преследвал. Будистите пишат за него, че той „унищожи стотици манастири и уби стотици хиляди невинни монаси“: 840 000 будистки ступи, които са били построени от цар Ашока са били унищожени и 100 златни монети са били предлагани за главата на всеки будистки монах в допълнение, будистки източници твърдят, че голям брой от будистки манастири (вихари) са били превърнати в индуски храмове, в места като Наланда, Бодхгая, Сарнат и Матхура заедно с много други.
Съвременните историци обаче оспорват това мнение в светлината на литературните и археологически доказателства. Те са на мнение, че след времето на спонсорство на будизма от цар Ашока е възможно будистките институции да са попаднали на по-тежки времена под управлението на Сунга и че не е отчетено никакво доказателство за активното преследване. Етиен Ламот отбелязва: „Ако се съди от документите Пушямитра трябва да бъде оправдан поради липса на доказателства.“ Друг виден историк, Ромила Тапар посочва археологически доказателства „подсказващи обратното“ на твърдението, че „Пушамитра е бил фанатичен антибудист“ и че той „никога не е унищожил 840000 ступи, както се твърди от будистките извори, ако има такива“. Тапар подчертава, че будистките сведения вероятно са хиперболични интерпретации на атаката на Пушямитра с маурите и че само отразяват отчаяната неудовлетвореност на будистки религиозни фигури в лицето на може би необратимия спад във важността на религията им под управлението на Сунга империята. По време на този период будистките монаси изоставят долината на Ганг следвайки северния път (утарапатха) или южния път (дакшинапатха). От друга страна, будисткото художественото творчество спира да се развива в старата зона Магадха и била преместила в северозападния район на Гандхара и Матхура или на югоизток около Амаравати. Такава творческа дейност е имало и в централна Индия, както и в Бархут, към която Сунга може, а може и да не е допринесла.

## Гръко-будистко взаимодействие (II век сл. Хр.-I век сл. Хр)
В началото на Пътя на коприната на кръстопътя между Индия и Китай (модерен Афганистан, Северен Пакистан и Таджикистан) гръцките царства са съществували още от времето на завоеванията на Александър Велики около 326 г. пр.н.е., което продължило 300 години: първи били Селевкидите от около 323 г. пр.н.е., а след това на власт дошло гръко-бактрийското царство от около 250 г. пр.н.е. и най-накрая индо-гръцкото царство, което продължило царуването си до X век пр. Хр.
Гръко-бактрийският цар Димитрий I нахлува в Индия през 180 г. пр. Хр., докато Паталипутра създал индо-гръцка царство, което е на предпоследно място в някои части на Северна Индия до края на I век. Будизмът процъфтявал по времето на индо-гръцките и гръцко-бактрийски царе и се предполага, че тяхното нахлуване в Индия имало за цел да покаже подкрепата им към Маурийската империята и защитата на будистката вяра от предполагаемите религиозни гонения по времето на империята Сунга (185 – 73 г. пр. Хр.).
Един от най-известните индо-гръцки царе бил цар Менандър (царувал през 160 – 135 пр. Хр.). Той приел будизма представен в Махаяна като един от най-големите благодетели на вярата, на равна нога с цар Ашока и кушанския цар Канишка. Върху монетите на цар Менандър е изписано „царят-спасител“ на гръцки като на някои е изобразено колелото Дхармачакра с осемте си спици. Директен културен обмен се осъществил в диалог, записан в Милинда Панха между цар Менандър и будисткия монах Нагасена около 160 г. пр. н.е., който е бил ученик на гръцкия будистки монах Махадмаракшита. След смъртта на цар Менандър честта за споделяне на останките му била заявена от градовете под неговото управление, които били поставени в ступи успоредно с тези на историческия Буда. Някои от индо-гръцките наследници на цар Менандър изписали „Последовател на Дхарма" за него в ръкописа Кхаротшхи и върху монетите си и изобразили на монети себе си както свои божества с мудрата витарка.
Взаимодействието между гръцките и будистки култури може да е оказало някакво влияние върху развитието на Махаяна, както будизма разработил сложен философски подход, повлиян от класическата гръцка философия, а отношението човек-бог към Буда напомня за гръцките богове. Също така е по това време, че първите антропоморфни изображения на Буда са намерени най-често в реалистичния гръцко-будистки стил: „Човек би могъл да приеме, че класическото влияние включва общата идея, изобразяваща човека-бог в тази чисто човешка форма, която е разбира се добре позната на Запад е повече и най-вероятно по примера на отношението на човека на Западния свят към боговете му бил наистина важен фактор за промяната на вярата му.“ Последното нежелание към антропоморфни изображения на Буда и изтънченото развитие на непортретни символи, за да се избегне (дори и в описателните сцени, където щели да се появят други човешки фигури) и изглежда е свързано с една от проповедите на Буда, записани в Дигха Никая, които обезсърчават представите за него след изчезването на тялото му. Вероятно без да се чувстват обвързани от тези ограничения, както и заради „култа на формата“, гърците са първите, които се опитали да създадат скулптурно изображение на Буда“.
В много части на античния свят, гърците развили синкретични божества, които биха могли да станат обща религиозна насоченост за групите с различни традиции: добре известен пример е синкретичния бог Серапис, въведен от Птолемей I в Египет, която комбинира аспекти на гръцки и египетски богове. Както и в Индия било съвсем естествено за гърците да създадат единен общ божесто чрез комбиниране на образа на гръцкия бог-цар (Бога-Слънце Аполон или на обожествен основател на Индо-гръцкото царство Димитрий) с традиционните атрибути на Буда. Много от стилистичните елементи в образите на Буда са с гръцко влияние: гръко-римската тога като вълнообразна роба, покриваща раменете (по-точно, по-леката ѝ версия гръцкият химатион), на позиция контрапост на правите фигури (виж: I – II век Гадхара изправени Буди), на стилизираната средиземноморско къдрава коса и кок (ушниша) очевидно произлиза от стила на Аполон Белведере (330 г. пр. Хр.), а измереното качество на лицата е представено чрез силен художествен реализъм. Голямо количество пластики, съчетаващи будистки и чисто елинистични стилове и иконописи са разкрити в гандхарската област Хада.
Няколко влиятелни гръцки будистки монаси се отличават по онова време. Махамаракшита (букв. пр. като „Велик учител/Пазител на Дхарма“), бил „грък“ („Йона“) един от главните будистки монаси"според Махавамса (), който ръководел 30 000 будистки монаси от „гръцкия град Аласандра“ (Александрия на Кавказ, около 150 км северно от днешния Кабул в Афганистан)в Шри Ланка за освещаването на Великата ступа в Анурадхапура по време на управлението (165 пр. Хр. – 135 пр. Хр.) на цар Менандър I. Дхармаракшита (на санскритски) или Дхамакхита (на пали) (в превод: Защитен от Дхарма) е един от мисионерите, изпратени от маурийския император Ашока да прозелитизира будистката вяра. Той е описан като грък (пали: „Йона“, букв. „йониец“) в ръкописа Махавамса.

### Централно-азиатска експанзия
Будистка златна монета от Индия била открита в Северен Афганистан в археологическия обект Тиля-тепе и датира от I век сл. Хр. На обратната страна ѝ е изобразен ходещ лъв с нандипада пред него с кхаротшийски буквени знаци пише:"SiH [о] vigatabhay [о]" („Лъвът, който разсейва страха“). Будистите от школата Махаяна изобразявали Буда с животни като лъв, слон, кон и бик. Символът наречен от археолозите и историците „нандипада“ е всъщност смесен символ. Символът на върха символизира „Средния път на“ Будадарма. Кръгът с център символизира чакра. По този начин смесения символ символизира „Дармачакра“. По този начин, символите на обратната страна на монетата заедно символизират Буда, който завърта колелото Дхамачакра. В „Лъвската столица“ на Индия Сарнат върху стенопис е изобразен Буда, който завърта колелото Даммачакра на цилиндър с лъв, слон, кон и бик, които също завъртат Дхамма чакрите. На лицевата страна на цилиндъра е изобразен гол мъж облечен с елинистична хламида и носещ на главата си украшение докато върти будисткото колело. А в легенда от ръкописа Кхароштхи четем "Дармачакраправата [ко]" („Този, който завърта Колелото на Закона“). Предполага се, че това е вероятно ранната представа за Буда.
Украшението на главата символизира „Средния път“. По този начин се разбира, че човека с украшението на главата е човек, който се придържа към средния път. В един от печатите намерени в Индуската долина са намерени подобни накити за глава носени от 9 жени!
Така и от двете страни на монетата откриваме Буда, който завърта Дамма чакра.

## Възход на Махаяна (I век пр.н.е. – II век)
Възходът на Махаяна будизма от I век преди новата ера се придружава от сложни политически промени в северозападна Индия. Индо-гръцките царства били постепенно завладени, а тяхната култура асимилирана от индо-скитите и след това юеджите, които били основатели на Кушанската империя от около 12 г. пр.н.е.
Новата форма на будизма се характеризира с идеята, че всички същества притежават Буда-природа и трябва да се стремят към просветление заедно със синкретизма, поради различните културни влияния в Северозападна Индия и Кушанската империя.
Върху монетата Канишка съставните символи, поставени от страна на просветения Буда символизират "Четирите Благородни Истини, които наблягат на Средния път на Буда Дхамма.

### Двата четвърти събора
Четвъртият съвет се казва, че са били свикан през царуването на кушанския император Канишка около 100 г.сл. Хр. в Джаландхар или в Кашмир. Течението Тхеравада провел своя четвърти събор около 200 години по-рано в Шри Ланка, което събитие било записано напълно в Палийския канон за първи път.
Император Канишка за Четвъртите Събори в Кашмир събрал 500 монаси начело с цар Васумитра отчасти, за да се съставят обширни коментари към Абхидхарма. По време на този будисткия събор били написани общо триста хиляди стихове и събрани над девет милиона изложения, завършени като текст за период от дванадесет години. Основният плод на този събор бил изготвянето на по-обширен коментар, известен като Маха Вибхаша(„Великото тълкуване“), който бил богат сборник и справочник върху част от сарвастивадинската Абхидхарма.
Учените смятат, че по това време е направена съществена промяна в езика на сарвастивадинския будистки канон превеждайки първоначалната версия на канона от пракрит на санскрит. Въпреки че тази промяна вероятно било извършено без значителна загуба на целостта на канона, това събитие е от особено значение, тъй като санскрит е свещен език на брахманизма в Индия и също така се използвал от други мислители, независимо от тяхното специфична религиозна или философска вярност, по този начин се дало възможност на много по-широка аудитория да получи достъп до будистките идеи и практики. Поради тази причина била налице нарастваща тенденция на будистките учени в Индия, след този превод да напишели своите коментари и трактати на санскрит. Много от ранните школи като Тхеравада не преминали никога на санскрит, отчасти защото Буда изрично забранил превод на неговите речи на това, което е елитарно религиозния език (като латинския в средновековна Европа). Той искал вместо това монасите му да употребяват местен език, който не бил разбираем за всички хора. С течение на времето обаче езикът на теравадинските писания (пали) се превърнал в научен и елитарен език, както и точно противоположно на това, което Буда категорично заповядал.

## Разпространение на Махаяна I – X век

### Индия
От този момент нататък и в течение на няколко века Махаяна се развила и се разпространила на изток от Индия до Югоизточна Азия, както и на север до Централна Азия, Китай, Корея и най-накрая в Япония през 538 г. и в Тибет през VII век.
След края на кушанската империя будизмът процъфтява в Индия по време на династията на Гуптите (IV – VI век). Създадени били центрове за обучение към школата на Махаяна особено в Наланда в Североизточна Индия, който щял да се превърне в най-големия и най-влиятелен будистки университет в продължение на много векове, с известни учители като Нагарджуна. Влиянието на стила Гупта в будисткото изкуство се разпространил заедно с вярата от Югоизточна Азия до Китай.
Индийския будизъм е отслабен през VI век след нашествията на белите хуни и преследване, поденато от михиркулите.
Сюен Дзан съобщава в своите пътувания в цяла Индия през VII век, че будизма станал популярен в Андхра, Дханякатака и Дравида, която област днес приблизително отговаря на съвременните индийски щати на Андра Прадеш и Тамил Наду. Докато докладвал за много безлюдни ступи в района около съвременен Непал и преследването на будистите от Шашанка в кралство Гауда в днешна Западна Бенгалия Сюен Дзан похвалил защитата на император Харшавадхана от същия период. След царството Харшавадхана последвал възход на множество малки кралства, което довело до възхода на раджпутите из всички равнини на Ганг и бележи края на будистките управляващи кланове заедно с рязък спад на царското покровителство до възраждането на будизма под управлението на империята Пала в региона на Бенгалия. Тук Махаяна процъфтявала и се разпространила в Тибет, Бутан и Сиким между VII и XII век преди империята Пала да се срине под нападението на индийската династията Сена. Пала създала много храмове и отличителна школа на будисткото изкуство. Сюен Дзан отбелязва в пътуванията си, че в различните региони будизма се дава път на джайнизма и хиндуизма. През X век будизма преживял рязък спад надхвърлящ областите Пала в Бенгал под влиянието на възраждащия се индуизъм и обединен с вайшнавитски индуизъм на Буда като 9-тото въплъщение на бог Вишну.
Крайъгълен камък в упадъка на индийския будизъм в Северна Индия настъпил през 1193 г., когато тюркски ислямски нашественици ръководени от Мохамед Кхилджи изгорили Наланда. До края на XII век последвало ислямското завладяване на будистките крепостите в Бихар и загуба на политическа подкрепа, съчетана със социален натиск последвани от оттеглянето на будистката практика в подножието на Хималаите в Северна Индия и Шри Ланка в Южна Индия. В допълнение, влиянието на будизма отслабнало поради възродените индуистки движения като Адвайта, възхода на движението бхакти и мисионерската работа на суфиите.

### Централна и Северна Азия

#### Централна Азия
Централна Азия била повлияна от будизма от времето на Буда. Според една легенда, запазена на езика пали двама братя търговци от Бактрия на име Тапасу и Тхалика посетили Буда и станали негови ученици. След това се върнали в Бактрия и построили храмове, посветени на Буда.
Централна Азия отдавна играе ролята на място за среща между Китай, Индия и Персия. По време на II век преди новата ера разширяването на бившата династия Хан на запад ги поставя в контакт с елинистичните цивилизации на Азия, особено с гръко-бактрийските царства. По-късно разширяването на будизма на север довело до образуването на будистките общности и дори будистки кралства в оазисите на Централна Азия. Някои градове по Пътя на коприната били съставени почти изцяло от будистки манастири и ступи и изглежда, че една от основните им цели била посрещането и обслужването на пътешествениците между Изтока и Запада.
Школата Теравада първа се разпространила сред иранските племена преди да се смеси с формите на Махаяна през II и III век преди н.е., за да покрие днешен Пакистан, Кашмир, Афганистан, Източен и крайбрежен Иран, Узбекистан, Туркменистан и Таджикистан. Това били древните държави на Гандхара, Бактрия, Партия и Согдиана от където будизмът се разпространил в Китай. Сред първите от тези държави попаднали под влиянието на будизма била Бактрия още през III век пр.н.е. (виж Гръко-будизъм). Макар и основна тази религия не била единствена за региона. Имало е също така зороастрийци, индуси, несториански християни, евреи, манихеи, последователи на шаманизма, тенгризъм и други местни, неорганизирани в институции култове. Различни школи Никая продължават съществуването си в Централна Азия и Китай, докато около VII век. Махаяна започнала да доминира и през този период, но тъй като тя не била развила подхода на школата Никая, сарвастивадините и дхармагуптите оставили Винаия на избора на хората в манастирите в Централна Азия.
Различни будистки царства се въздигали и просперирали както в Централно-азиатския регион така и на юг в Индийския субконтинент като Кушанската империя преди нахлуването на белите хуни през V век, когато под управлението на цар Михиракула те били силно преследвани.
Будизмът в Централна Азия започна да запада с разпространението на исляма и унищожаването на много ступи във войните през VII век. Мюсюлманите получили статута на дхуми като „хора на книгата“ като християнството или юдаизма, а ученият Ал-Бируни записал Буда като пророк „бурхан“.
Будизмът получава подем при царуването на монголите след нахлуването на Чингиз хан и създаването на Илханат и Чагатай Илханат, които донесли със себе си будисткото влияние през XIII век. Въпреки това, в рамките на 100 години монголите, които останали в тази област приемат исляма и го разпространяват във всички райони на Централна Азия. Само източните монголи и монголите от династията Юан запазват будизма от школата Ваджраяна.

#### Партско царство
Будизмът се разширил на запад в Аршакидското Партско царство поне в областта Мерв, в древната област Маргиана, днешната територия на Туркменистан. Археологически екипи разкопали в Гяур Кала близо до Мерв будистки храм, гигантска статуя на Буда и будистки манастир.
Партите са пряко ангажирани в разпространението на будизма: Ан Шигао (ок. 148 г.), е партски принц, който заминава за Китай и става първият известен преводач на будистки писания на китайски език.

#### Таримски басейн
В източната част на Централна Азия (Китайски Туркестан, Таримския басейн) разкрива изключително богати будистки произведения на изкуството (стенописи и релефи в множество пещери, преносими картини върху платно, скулптура, ритуални предмети), които показват множество влияния от индийски и елинистическата култури. Сериндийското изкуство силно напомня на Гандхаранския стил и намерени били писания на гандхарския език кхароштхи.
Централно азиатските народи играли ключова роля в предаването на будизма на изток. Първите преводачи на будистки писания на китайски били партите като Ан Шигао (кит. Анси), Ан Суан, юеджите от Кушанската империя етнически като будисткия монах Локакшема (178 г.), Зи Цян, Зи Яо и от царството Согдиана като Канг Сенгкай. Известни са 37 ранни преводачи на будистки текстове и по-голямата част от тях са определяни като азиатци от Централна Азия.
Будистки монаси от Централна и Източна Азия се намесили в историята като поддържали силен взаимообмен до X век, както се вижда от стенописи от Таримския басейн.
Тези влияния били абсорбирани бързо от енергичната китайска култура и силната китайска духовна преданост се развила от този момент.
виж също:Дунхуан

#### Китай
Според традицията будизмът бил въведен в Китай по време на династията Хан (206 г. пр.н.е. – 220 г.), след като китайския император сънувал летящ човек окъпан в злато, който бил разпознат от него като Буда. Въпреки че според археологическите документи потвърждават, че будизма е въведен през периода на династията Хан, той не процъфтявал в периода до периода на Шестте династии.(220 – 589 г.)
През 67 г. будизма бил официално представен с идването на двамата монаси Мотон и Чуфарлан. През 68 г. те създават по силата на имперската патронаж Храма на Белия кон(白馬寺), която все още съществува и днес в близост до имперската столица Луоян. До края на II век просперираща общност се заселела в Пенгченг (модерен Сюджоу, Дзянсу).
Първите известни в историята свещени писания на Махаяна са преводните текстове на китайски на кушанския монах Локакшема в Луоян между 178 и 189 г. Някои от най-ранните известни будистки артефакти открити в Китай са и малки статуи на „дървета на парите“ от 200 г. в типичния гандхарски изобразителен стил: Това, че изображенията на Буда, придружаващи новопристигналата доктрина дошла от Гандхара е подсказано силно от гандхарските символи върху „дървото на парите“ като високата ушниша, вертикалното подреждане на коса, мустаците, симетрично извитата роба и успоредните разрези за гънките на ръцете са на Буда.
В периода между 460 и 525 г. по време на Северната династия Уей, китайците построили пещерите Юнган, това е изключителен пример за китайските каменни резби от пети и шести век. Всички пещери в комплекса заедно са повече от 252 на брой с повече от 51 000 статуетки и статуи на Буда.
Други известни будистки пещери са Лунмен, чието изграждане започнало по времето на Северната династия Уей през 493 г. В тях в рамките на 1400 пещери има най-много 100 000 статуи, които са дълги от 2,5 см – 17 метра височина. В района се намират и 2500 стели и надписи заради което носи името „Гората на древните стели“ с над шейсет будистки пагоди.
Будизмът процъфтявал в началото на династия Тан (618 – 907 г.). Династията първоначално характеризирала със силна отвореност към чужди влияния и подновила обмена с индийската култура поради многобройните пътувания на китайски будистки монаси в Индия от IV до XI век. Столицата на династия Тан град Чанан (днешен Сиан) била важен център за будистката мисъл. От там будизма се разпространил в Корея и японските посолства на китайския град Кентоши, което помогнало за изкачването на стъпала към будизма в Япония.
Въпреки това, чужди влияния се възприемали негативно към края на династията Тан. През 845 г. императора на династия Тан У-цзун обявил за незаконни всички „чужди“ религии, включително християнското несторианство, зороастризма и будизма, за да бъде подкрепен местния даоизъм. Из цялата империя той конфискувал будистки земи, вещи, собственост, разрушил будистки храмове и манастири, и екзекутирал будистки монаси, с което тогава приключило културното и интелектуално превъзходство на будизма.
Въпреки това, около сто години след Голямото антибудистко преследване, будизма се възродил по време на династията Сун (1127 – 1279 г.).
Махаянската школа Чиста Земя и Чан будизма обаче, продължили да просперират за няколко века като Зен се основавал на японския Дзен. В Китай Дзен процъфтявал особено по времето на династията Сонг (1127 – 1279 г.), когато неговите манастири били важни културни и обучителни центрове.
През последните две хиляди години будистите в Китай почитат Четирите свещени планини на будизма те са Утай, Ъмей, Цзюхуа и Путо.
Днес Китай притежава една от най-богатите колекции на будистко изкуство и наследство в света. Забележителности от световното наследство на ЮНЕСКО като пещерите Могао край град Дунхуан в провинция Гансу,
Лунмен пещерите близо до град Луоян в провинция Хънан, пещерите Юнган близо до град Датун в провинция Шанси и пещерите Дацзу близо до Чунцин са сред най-важните и известни будистки скулптурни обекти. Огромната статуя на Буда в Лешан издълбана върху хълм през VIII век, по време на династията Тан, и гледаща надолу върху пресечната точка на три реки все още е най-голямата каменна статуя на Буда в света.

#### Корея
През 372 г. будизма за първи път е въведен в Корея, когато китайски посланици посетили корейското царство Когурьо, носейки със себе си будистки свещени текстове и изображения. Будизмът просперирал в Корея – по-специално Сеон (Дзен) будизма от VII век нататък. Въпреки това с основаването на конфуцианската династия И по време на периода Чосон през 1392 г. силна дискриминация се била провела срещу будизма, а той бил почти напълно унищожен, освен за оставащите хора от движението Сеон.

#### Япония
През VI век будизма в Япония бил въведен от Трите царства на Корея. През 754 г. китайския свещеник Гандзин представил системата виная на будизма в Япония. В резултат на това будизма в Япония се развил бързо. През IX век Сайтьо и Кукай успели да узаконят будизма от Китай.
Намирайки се географски в края на Пътя на коприната Япония успяла да запази много аспекти на будизма по същото време, когато той изчезвал в Индия и бил потискан в Централна Азия и Китай.
Будизмът бързо се превърнал в национална религия и процъфтял, особено по времето на Шотоку Таиши (Принц Шотоку) през периода Асука (538 – 794 г.). От 710 г, множество храмове и манастири били построени в столицата Нара като пететажната пагода и Златната зала в манастира Хорю-дзи и тази в храма Кофуку-дзи. Безбройни картини и скулптури били създадени чрез правителствено спонсорство. Произведенията на японското будистко изкуство били особено пищни между VIII и XIII век по време на периода Нара (710 – 794), периода Хейан (794 – 1185) и периода Камакура (1185 – 1333).
По време на периода Камакура започнали големи реформаторски дейности, а именно преминаването от будизъм само за императорския двор към будизъм за обикновените хора. Традиционният будизъм се фокусирал най-вече върху защитата на страната, имперската династия, благородническите фамилии от болни духове и спасението на имперските семейства, благородниците и самите монаси (чрез самостоятелно спасение). От друга страна новите будистки школи като Дзьодо (Школа на Чистата земя), основана от Хонен и Дзьодо синсю (Истинната школа на Чистата земя), основана от Синран, ученик на Хонен подчертали възможното спасение на грешниците, обикновените мъже и жени и даже това на престъпници като убийци на родители.
Синран проповядвал на обикновените хора учейки ги на нембуцу (молитва към Буда Амида), която е деклариране на вяра на спасение чрез Амида. Също така за първи път в историята на будизма Синран създал нова школа позволяваща брак на монасите като сключил собствен брак, което се смятало за табу в традиционния будизъм по онова време.
Друго събитие през периода Камакура било появяването на Дзен чрез въвеждането ѝ в будизма от Доген и Ейсай при завръщането им от Китай. Дзен е във висша степен философска школа, използваща прости думи, които изразяват дълбок смисъл, но в историята на изкуството тя се характеризира основно с така нареченото дзен-изкуство, оригинални картини (като картини, нарисувани с туш-гохуа и Енсо) и чрез поезия (особено хайку), като Дзен стреми да изрази истинската същност на света чрез живи, лишени от натруфеност недуалистични образи. Търсенето на просветлението „в момента“ също е довело до развитието на други важни производни изкуства като чайната церемония Тядо и икебана, изкуството за аранжиране на цветя. Тази еволюция стигнала дотам, че разглежда почти всяка човешка дейност като изкуство със силно духовно и естетическо съдържание, и особено тези, свързани с бойни техники и (бойните изкуства).
Будизмът остава активен в Япония и до днес. Около 80 000 будистки храмове са запазени и реставрирани редовно.

#### Тибет
През VII век будизма достига Тибет. Формата, която преобладавала в южната част на Тибет била смесица от Махаяна и Ваджраяна привнесена от университетите на империята Пала от региона на Бенгалия в източната част на Индия. Сарвастивадинското влияние дошло от югозапад (Кашмир) и северозапад (Хотан). Въпреки че практикуващите от школата Сарвастивада не успели да поддържат присъствието си в Тибет, техните текстове намерили своето място в Тибетския будистки канон, предоставяйки на тибетците почти всички техни основни източници от Основното Колело на Дхарма. Обект на школата Муласарвастивада бил източник за тибетската виная. Дзен будизма бил въведен източно в Тибет от Китай оставил своя отпечатък, но бил с по-малка важност от началото на политическите събития в Тибет.
От самото начало будизма се противопоставил на местната шаманска религия Бон, която имала подкрепата на местната аристокрация, но с покровителството на царя настъпил връх в разпространението на будизма по времето на цар Ралпачен (817 – 836 г.). Въпреки обрата на будистко влияние, който започнал с погрома по времето на цар Лангдарма (836 – 842), следващите векове станали свидетели на пренасянето на индийските извори на будизма и утвърждаването на приемственостите на новите преводи.
Тибетския будизъм упражнил силно влияние през XI век сред народите от Централна Азия, особено в Монголия и Манджурия. Той бил приет като официална държавна религия от монголската династия Юан и династията Цин на манджурите, която управлявала по онова време Китай.

### Югоизточна Азия
През I век търговията по Пътя на коприната била ограничена от възхода в Близкия изток на Партското царство, който бил един непобедим враг за Рим точно, когато римляните станали изключително богати и тяхното търсене на луксозни азиатски стоки нараснало. Това търсене съживило морските връзки между Средиземно море и Китай заедно с Индия като междинен посредник в стокообмена. Оттогава чрез търговски връзки, търговски селища и дори политически интервенции Индия започнала да оказва силно влияние върху страните от Югоизточна Азия (с изключение на Виетнам). Търговски пътища свързали Индия с Южна Бирма, Централен и Южен Сиам, о-в Суматра и о-в Ява, долна Камбоджа и Чампа заедно с това били създадени множество урбанизирани крайбрежни селища.
В продължение на 1000 години Индия била влиятелен фактор, който донесъл определено ниво на културно единство на различните страни от региона. Палийският, санскритския език и индийската азбука заедно с Теравада и Махаяна, брахманизма и индуизма били предадени чрез директен контакт и чрез свещените текстове и индийската литература като Рамаяна и Махабхарата.
От V до XIII век включително в Югоизточна Азия управлявали много мощни империи и станали изключително изявени в будисткото архитектурно и художествено творчество. Основното будистко влияние в онези времена дошло директно по море от Индийския субконтинент и така тези империи започнали да изповядват по същество вярата в будистката школа Махаяна. Империята Шривиджая на юг и Кхмерската империя на север си съперничили за културно влияние, а изкуството им отразявало богатия пантеон на бодхисатви от школата Махаяна.

#### Империята Шривиджая (VII – XIII век)
Допълнителна информация: Шривиджая
Шривиджая била морска империя, съсредоточена в днешния град Палембанг на остров Суматра в Индонезия. Тя приела будизма на школите Махаяна и Ваджраяна по линия на владетелите от династия Сайлендрите. Книгата на промените описва Палембанг като голям център на будисткото учение, където императорът поддържа над хиляда монаси в имперския двор. „Книгата на промените“ свидетелства за важността на будизма още през 671 г. и съветва бъдещите китайски поклонници да прекарат една година или две в Палембанг. Атиша е учил там преди да отпътува за Тибет като мисионер.
С разширяването на нейната таласократия будизмът процъфтявал сред поданиците ѝ. Въпреки това, много от тях не практикували будизма в чистата му форма, а в нова синкретична форма на будизма, която включвала няколко различни религии като индуизма и други местни традиции.
Шривиджая разпространила будисткото изкуство по време на своята експанзия в Югоизточна Азия. Множество статуи на бодхисатви от този период се характеризират с много силна изтънченост и високо техническо ниво на изработка и могат да бъдат намерени из целия регион. Изключително богати архитектурни останки са видими в храма на Боробудур най-големия будистки храм в света, построен от около 780 г. на о-в Джава, който има 505 изображения на седящия Буда. Империята Шриваджая е в упадък поради конфликт с индуски управници от династията Чола в Индия и след това била дестабилизирана от ислямската експанзия от XIII век.

#### Кхмерска империя (IX – XIII век)
Допълнителна информация:Кхмерска империя
В по-късни времена от IX – XIII век школата Махаяна и индуистката Кхмерска империя доминирали като вероизповедания из целия Югоизточноазиатски полуостров. Под управлението на Кхмерската империя били построени повече от 900 храмове в Камбоджа и в съседен Тайланд. Ангкор бил център на това развитие с храмов комплекс и градска организация, които поддържали население от около един милион градски жители. Един от най-великите кхмерски царе, Джаяварман VII (1181 – 1219) създал едни от най-големите постройки, посветени на будизма от школата Махаяна в Байон и Ангкор Том.

#### Виетнам
Будизма във Виетнам, който бил практикуван от виетнамците дошъл основно на будистката школа Махаяна. Будизмът навлиза от Виетнам още през II век сл. Хр. от север от Централна Азия през Индия. Виетнамския будизъм наподобявал китайския будизъм и до известна степен отразявал структурата на китайския будизъм след династия Сун. Виетнамският будизъм бил симбиоза с даоизма, китайската духовност и с местните виетнамски вярвания.

## Възникване на Ваджраяна (V век)
Ваджраяна, наричана също тантрически будизъм се появява за първи път в източна Индия между V и VII век и се смята за Третата голяма колесница (яна) в будизма. Според някои автори тя е подшкола на Махаяна, разглеждайки Ваджраяна като разширение на Махаяна, което не предлага нови философски възгледи, а по-скоро въвежда допълнителни техники (упая или „изкусните средства“), включително използването на визуализации и други йога практики. Други обаче я разглеждат като напълно отделна колесница. Много от практиките на тантрическия будизъм са сходни с индуския тантризъм: използването на мантри, йога и изгарянето на приношения.
Първите хора практикуващи ваджраяна били обитаващите горите махасидхи, които живеели в периферията на обществото, но от IX век били приемани вече и в големите махаянски монашески университети като Наланда и Викрамашила. Заедно с по-голямата част от индийския будизъм Ваджраяна били изтласкани непосредствено след мюсюлманските нашествия от XII век. Ваджраяна продължава до днес да съществува в Тибет, където била изцяло пренесена от VII до XII век. Отчасти тя е пренесена и в Япония, където тя дава началото на школата Шингон.
Виж също:Тибетски будизъм

## Ренесанса на Тхеравада (през XI век)
Допълнителна информация:Тхеравада
През XI век разрушаването на будизма на Индийския континент с ислямските нашествия довело до спад на вярата в Махаяна в Югоизточна Азия. Континенталните пътища през Индийския субконтинент били общо приети, а преките морски пътища, разработени от Близкия изток през Шри Ланка към Китай, довели до приемането на школата Тхеравада от Палийския канон, въведена в региона около XI век от Шри Ланка.
Цар Анората (1044 – 1078) основател на Паганската империя, обединил страната и приел вярата на будист от школата Тхеравада. Това инициирало създаването на хиляди будистки храмове в столицата на империята Паган между XI и XIII век. Около 2200 от тях са все още запазени и до днес. Силата на Бирма намаляла с възхода на тайландците и с изземването на столицата Паган от монголите през 1287 г., но Тхеравадския будизъм останал основно вероизповедание в Бирма и до днес.
Тхеравада била приета и от новосъздаденото етническо тайландско кралство Сукхотай около 1260 г. Тхеравадинския будизъм бил допълнително подсилен през периода Аютая (XIV – XVIII век) и се превърнал в неразделна част от тайландското общество.
В континенталните райони Тхеравада продължила да се развива в Лаос и Камбоджа през XIII век. От XIV век обаче в крайбрежните райони, в периферията и в островите на Югоизточна Азия влиянието на исляма се оказало по-силно, разширявайки се в Малайзия, Индонезия и при повечето от островите чак до южната част на Филипините.
Независимо от това през 1966 г. с идването на власт на президента Сухарто настъпил забележителен ренесанс на будизма в Индонезия. Това отчасти се дължи на изискванията на Новия ред на Сухарто за народа на Индонезия да приеме една от петте официални религии: ислям, протестантство, католицизъм, индуизъм и будизъм. Днес будистката общност в Индонезия наброява около 10 милиона будисти. Голяма част от тях са хора от китайски произход.

## Разширяване на будизма на Запад
След класическите срещи между будизма и Западния свят, изобразени в гръко-будисткото изкуство, информация и легенди за будизма достигали Запада спорадично. Един от разказите за живота на Буда бил преведен на гръцки от Йоан Дамаскин и разказа бил широко разпространен сред християните като историята на Варлаам и Йосаф. До XIV век тази история на Йосафат станала толкова популярна, че той бил направен католически светец. Следващата пряка среща между европейците и будизма се случила през Средновековието, когато францисканския монах Вилхелм де Рубрук бил изпратен в посолството на монголския хан Мунке от френския крал Луи IX през 1253.
В периода след управлението на Хулегу хан много монголски владетели приели бързо будизма. Многобройни будистки храмове били пръснати из пейзажа на Персия и Ирак, някои от които са оцелели и през XIV век. Будисткия елемент на Втория Илханат загива след управлението на хан Аргун (ок. 1258 – 1291 г.).
Kалмикското ханство било основано през XVII век приемайки тибетския будизъм като основна религия след по-ранната миграция на Ойрати от Джунгария през Централна Азия чак до степта около устието на река Волга. През XVIII век те били абсорбирани от Руската империя. В края на Наполеоновите войни калмикските конни отряди на руска служба влезли в Париж.
Интересът към будизма нараснал през колониалната епоха, когато западните сили станали свидетели на будизма като вяра и художествените му проявления в детайли. Отварянето на Япония през 1853 г. за Западния свят създало значителен интерес в областта на изкуството и културата на Япония и дало достъп до една от най-добре развиващите се будистки култури в света.
Будизмът започнал да се радва на силен интерес от населението на западните народи след сътресенията на XX век. В резултат на тибетското въстание през 1959 г. тибетската диаспора направила тибетския будизъм по-широко достъпен за останалата част от света. Впоследствие той се разпространил в много западни страни, където будизма придобил популярност. Сред забележителните му изразители е 14 Далай Лама на Тибет. Броят на неговите привърженици е между десет и двадесет милиона души.